# ویکی‌پدیا و درگیری اسرائیل و فلسطین
مناقشه اسرائیل و فلسطین به‌طور گسترده در ویکی‌پدیا پوشش داده شده‌است.
در سال ۲۰۲۳، استفن هریسون از نشریه اسلیت نوشت: «نباید تعجب آور باشد که ویکی‌پدیا مکان بهتری برای یادگیری در مورد درگیری اسرائیل و فلسطین نسبت به تیک‌تاک، ایکس و دیگر پلتفرم‌های رسانه‌های اجتماعی باشد».
جیمی ولز، یکی از بنیانگذاران ویکی‌پدیا، گفته‌است که این موضوع اغلب مورد بحث است، اما این سایت تلاش می‌کند بی‌طرف باشد.
جنگ ۲۰۲۳ اسرائیل و فلسطین به‌طور گسترده در ویکی‌پدیا و سایر پروژه‌های مرتبط به زبان‌های مختلف پوشش داده شده‌است. این موضوع مقالاتی در مورد حمله ۲۰۲۳ حماس به اسرائیل از ۷ اکتبر ۲۰۲۳ و همچنین محاصره بعدی نوار غزه توسط اسرائیل و تهاجم اسرائیل به همراه قتل‌عام‌های انجام شده توسط نیروهای دفاعی اسرائیل (IDF) در هفته‌های بعدی را در بر می‌گیرد. به دلیل تنوع روایات از هر دو طرف، مقالات درگیر جنگ ویرایشی بود.

## پاسخ‌ها از ویکی‌پدیا

لوگویی که در صفحه اصلی ویکی‌پدیای عربی استفاده شده‌است.

بنیاد ویکی‌مدیا در ۴ دسامبر ۲۰۲۳ بیانیه‌ای با عنوان «به‌روزرسانی‌های ویکی‌مدیا دربارهٔ بحران نوار غزه و اسرائیل» و بیانیه دیگری در ۵ دسامبر ۲۰۲۳ منتشر کرد و خواستار «پایان دادن به اقدامات جلوگیری از دسترسی به اینترنت در نوار غزه شد».
در ۳ دسامبر ۲۰۲۳، مرکز عربی برای توسعه رسانه‌های اجتماعی، که از حقوق دیجیتال فلسطین حمایت می‌کند و مقر آن در حیفا است، بیانیه‌ای با عنوان «نگرانی در مورد موضع ویکی‌مدیا در پرتو جنگ اسرائیل علیه غزه» صادر کرد و از بنیاد ویکی‌مدیا خواست تا وضعیت خود را دوباره ارزیابی کند. موضع‌گیری و اقدامات قاطع با توجه به حملات مداوم به غزه و همچنین برای ادامه حمایت از جامعه ویکی‌پدیا در فلسطین. در پایان بیانیه آمده‌است که این بنیاد «باید با دفاع از بی‌طرفی و در عین حال محکوم کردن اطلاعات نادرست عمدی و حمایت از جوامع در بحران، یکپارچگی خود را حفظ کند».
ویکی‌پدیای عربی در اعتراض به کشتارهای مداوم علیه مردم فلسطین و تعصب بسیاری از دولت‌های غربی به‌ویژه ایالات متحده نسبت به یک طرف درگیری و اتخاذ استانداردهای دوگانه، لوگوی خود را به رنگ پرچم فلسطین تغییر داد و ویرایش مقالات را به‌مدت یک روز در روز شنبه ۲۳ دسامبر ۲۰۲۳ به حالت تعلیق درآورد. بر اساس آنچه در صفحه اصلی ویکی‌پدیای عربی منتشر شده‌است، این گام برای ابراز همبستگی و رد اطلاعات نادرست برداشته شده‌است. این همبستگی با استقبال گسترده تعداد زیادی از کاربران عرب و حامیان فلسطین مواجه شد و برخی از کاربران اسرائیلی نیز از آن انتقاد کردند.

## بیشتر خواندن
- ویکی‌پدیای عربی: جنگ را متوقف کنید و صلح را گسترش دهید (عربی)
- ویکی‌پدیا در همبستگی با غزه، الجزیره (عربی) لوگوی خود را به رنگ پرچم فلسطین تغییر داد.
- به‌روزرسانی‌های بنیاد ویکی‌مدیا دربارهٔ بحران غزه و اسرائیل، بنیاد ویکی‌مدیا